# Consiglio di Stato (Grecia)
Il Consiglio di Stato (in greco: Συμβούλιο της Επικρατείας, ΣτΕ) è la suprema corte amministrativa della Grecia.
Il suo attuale presidente è Evangelia Nika.

## Presidenti del Consiglio di Stato
- Konstantinos Raktivan (1929–1935)
- Stamos Papafrangos (1935–1941)
- Panagiotis Triantafyllakos (1941–1943)
- Panagiōtīs Poulitsas (1943–1951), Primo ministro ad interim nel 1946
- Sotirios Souliotis (1951–1961)
- Charilaos Mitrelias (1961–1966), vice-Primo ministro ottobre-novembre 1973
- Michaīl Stasinopoulos (1966–1969), Presidente della Repubblica ad interim, 1974–1975
- Alexandros Dimitsas (1969–1974)
- Georgios Marangopoulos (1974–1976)
- Othon Kyriakos (1976–1977)
- Nikolaos Bouropoulos (1977–1981)
- Angelos Iatridis (1981–1983)
- Themistoklis Kourousopoulos (1983–1988)
- Vasileios Rotis (1988)
- Vasileios Botopoulos (1988–1999)
- Christos Geraris (1999–2005)
- Georgios Papangiotopoulos (2005–2010)
- Panagiōtīs Pikrammenos (2010 – 16 maggio 2012), primo ministro ad interim maggio-giugno 2012
- Konstantinos Menoudakos (17 maggio 2012 - agosto 2013)
- Sotirios Rizos (2013-2015)
- Nikolaos Sakellariou (2015–2018)
- Katerina Sakellaropoulou (2018–2020)
- Athanasios Rantos (2020-2022)
- Evangelia Nika (2022-)